# Elecciones municipales de Bolívar (Manabí) de 2023
Las elecciones municipales de Bolívar de 2023 se refieren al proceso electoral que tuvo lugar el 5 de febrero de ese año para elegir a las autoridades locales para el período 2023-2027. Se seleccionó un alcalde, cinco concejales (cuatro para la zona urbana y uno para la zona rural) y 5 vocales para cada Junta Parroquial de la ruralidad.

## Preparación
El Consejo Nacional Electoral definió el calendario electoral para las elecciones seccionales de 2023, que se desarrollarán el 5 de febrero de 2023. La convocatoria se desarrolló el 21 de agosto de 2022, las inscripciones hasta el 20 de septiembre y la campaña electoral a partir del 3 de enero al 5 de febrero de 2023. La posesión de las nuevas autoridades está prevista para el 14 de mayo del 2023.

### Precandidaturas retiradas
| Lista | Logo | Partido / Movimiento                | Precandidato   | Razón                      |
| ----- | ---- | ----------------------------------- | -------------- | -------------------------- |
| 6 104 |      | Partido Social Cristiano Renovación | Leonardo Félix | Endosa a Ledy Laura Muñoz. |

## Candidaturas
| Lista          | Logo | Partido / Movimiento | Candidato                   | Cargos Previos                  | Ref         |
| -------------- | ---- | --- | --------------------------- | ------------------------------- | ----------- |
| 3              |      | Partido Sociedad Patriótica | Yessenia Loor Ganchozo      | Trayectoria desconocida         | [ 2 ]       |
| 5 72           |      | Revolución Ciudadana Sí Podemos | José Bitar Zambrano         | Concejal de Bolívar (2009-2014) | [ 2 ]       |
| 20 2 17        |      | Juntos por el Futuro - Democracia Sí - Unidad Popular - Partido Socialista Ecuatoriano                                                           | Yelena Párraga Ganchozo     | Trayectoria desconocida         | [ 2 ]       |
| 21 25          |      | Manabitamente Confomado por: - Movimiento CREO - Movimiento Construye                                                                            | Walther Cevallos Pinargote  | Alcalde de Bolívar (desde 2019) | [ 2 ]       |
| 62 65 6 23 104 |      | Alianza por la Unidad Bolivarense Confomado por: - Caminantes - Unidad Primero - Partido Social Cristiano - Partido SUMA - Movimiento Renovación | Ledy Laura Muñoz Peñarrieta | Concejal de Bolívar (2014-2019) | [ 2 ]       |
| 95             |      | Movimiento Nueva Generación | Gema Reyes Sabando          | Comerciante                     | [ 2 ] [ 3 ] |

## Resultados

### Elección de alcalde
|  | 48.38 % |

|  | 37.65 % |

|  | 12.48 % |

|  | 0.62 % |

|  | 0.50 % |

|  | 0.38 % |

|  | 100 % |

### Nómina de Concejales Electos

#### Circunscripción Urbana
| Partido | Concejal           |
| --- | ------------------ |
| Alianza Por la Unidad Bolivarense: Caminantes Partido Social Cristiano Partido SUMA Unidad Primero Renovación | Juan José Zambrano |
| Alianza Por la Unidad Bolivarense: Caminantes Partido Social Cristiano Partido SUMA Unidad Primero Renovación | Aracely Schetini   |
| Manabitamente: Movimiento CREO Movimiento Construye                                                           | Semidio Vera       |
| Revolución Ciudadana Sí Podemos                                                                               | Diana Avellán      |

#### Circunscripción Rural
| Partido                                             | Concejal            |
| --------------------------------------------------- | ------------------- |
| Manabitamente: Movimiento CREO Movimiento Construye | Juan Carlos Moreira |